# Johann Landes
Johann Georg Landes (* 15. April 1831 in Etting; † 21. Mai 1894 in München) war Unternehmer und Mitglied des Deutschen Reichstags.

## Leben
Landes besuchte die Elementarschule in Etting und die Fachschulen in Schleißheim und München für Landwirtschaft, Mechanik und Mühlenbau. Ab 1856 war er selbstständig und gründete 1858 die Maschinenfabrik J.G. Landes in München. Ab 1878 war er Gemeindebevollmächtigter und von 1881 bis 1886 Landtagsabgeordneter für München II. 
Von 1887 bis 1890 war er Mitglied des Deutschen Reichstags für den Reichstagswahlkreis Oberbayern 2 München II (Isarvorstadt, Ludwigsvorstadt, Au, Haidhausen, Giesing), München-Land, Starnberg, Wolfratshausen und die Deutsche Zentrumspartei.